# Sächsisches Staatsministerium der Finanzen

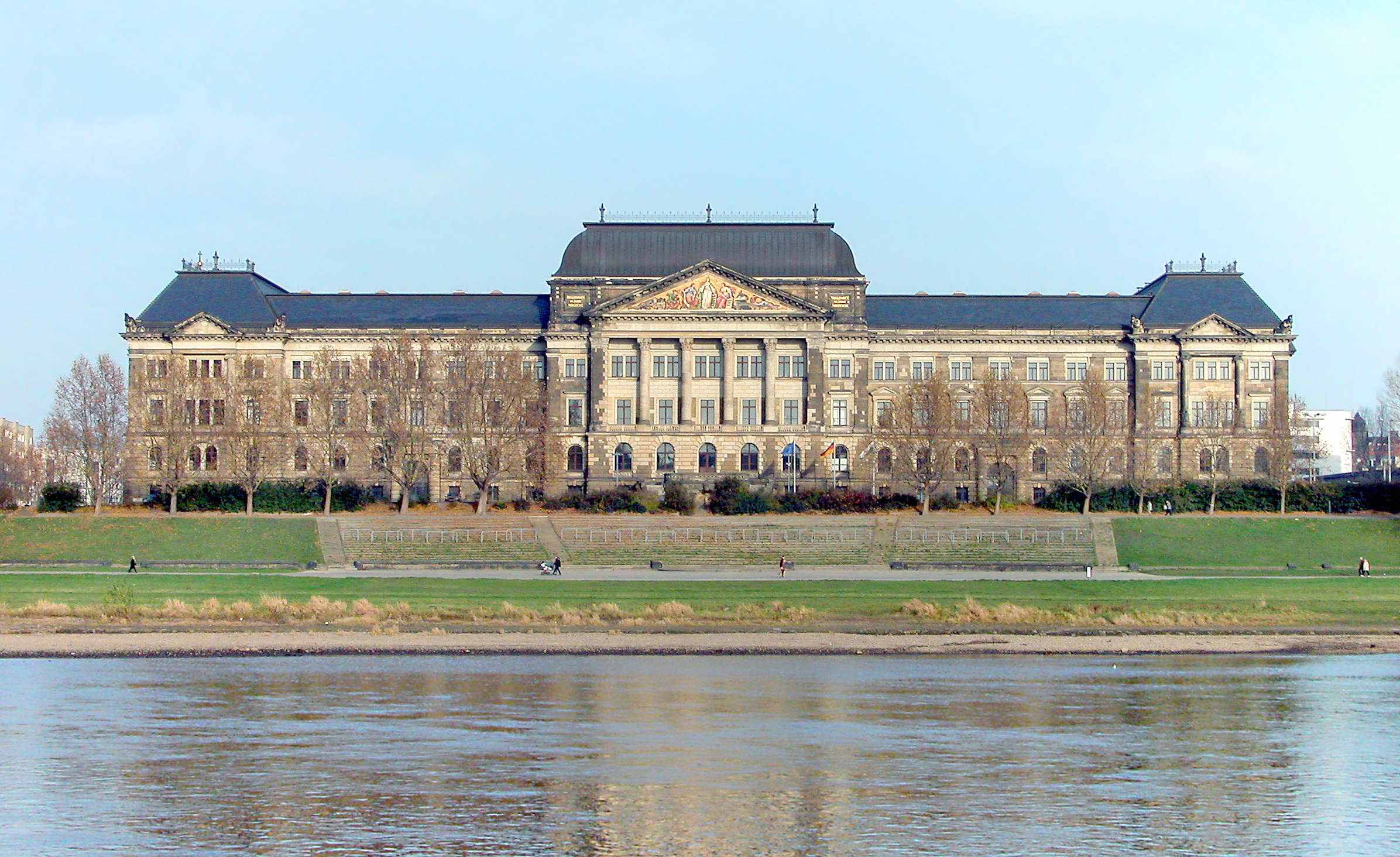
Sächsisches Staatsministerium der Finanzen

Das Sächsische Staatsministerium der Finanzen (SMF) ist als Finanzministerium eine Oberste Landesbehörde des Freistaates Sachsen mit Sitz in der Landeshauptstadt Dresden. Das Gebäude befindet sich am Carolaplatz 1 im Dresdner Regierungsviertel in der Inneren Neustadt.

## Geschichte
Ein Finanzministerium gab es in Sachsen seit Verabschiedung der Verfassung von 1831 bis zur Auflösung des Landes Sachsen 1952. Es ist damit eines der ältesten Ministerien Sachsens. 1990 wurde es mit Neuerrichtung des Freistaats Sachsen wiedergegründet.
Das Finanzministerium wird derzeit von Staatsminister Christian Piwarz (CDU) geleitet, Staatssekretär ist Sebastian Hecht.

## Gebäude
Das Gebäude wurde am Neustädter Elbufer zwischen Carolabrücke und Augustusbrücke von 1890 bis 1896 im Stil der Neorenaissance für das Königliche Ministerium der Finanzen erbaut. Bauherr war König Albert von Sachsen. Vorher war das Finanzministerium im Fürstenbergschen Haus untergebracht. Der nach Entwürfen von Otto Wanckel und Ottomar Reichelt errichtete repräsentative Neubau umfasst mehrere Innenhöfe. Die Elbfront trägt ein aus Majolikaplatten bestehendes Giebelbild des Malers Anton Dietrich, das Saxonia umgeben von den allegorisch dargestellten Künsten sowie den Einnahmen des Staates zeigt. 
Während der Bombardierung Dresdens wurde das Gebäude 1945 schwer beschädigt, aber bereits in den 1950er Jahren wiederaufgebaut. In der DDR-Zeit hatten die Bezirksbehörde der Volkspolizei und die Ingenieurschule für Geodäsie und Kartographie hier ihren Sitz. Von 1985 bis 1989 wurde die Eingangshalle originalgetreu rekonstruiert. Seit 1990 beherbergt das Gebäude wieder das Finanzministerium des Freistaats Sachsen. Zwischen 1992 und 1994 wurde es saniert und restauriert, dabei wurde das Dach in seiner ursprünglichen Form wiederhergestellt.

### Brunnen

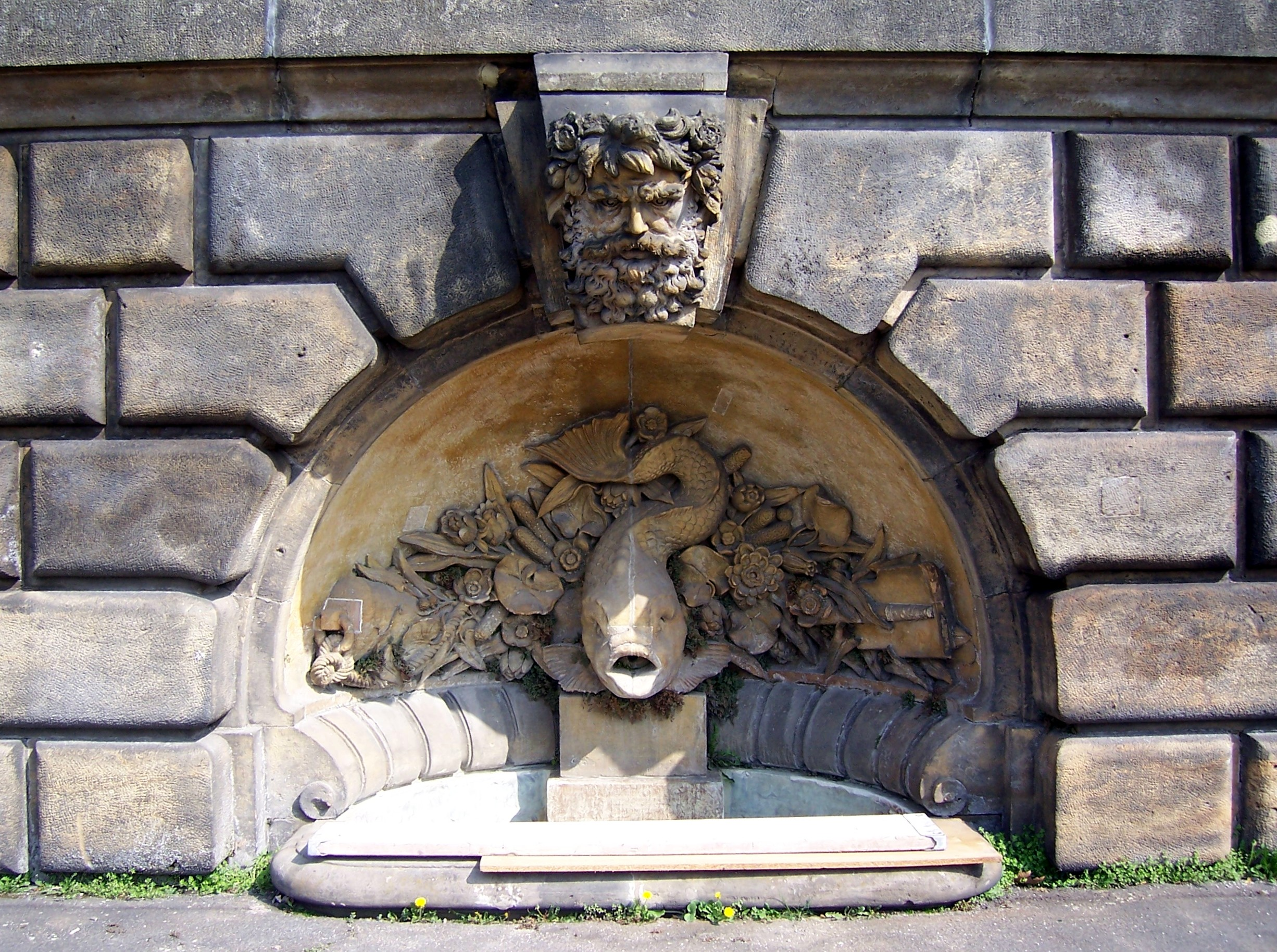
Brunnen am Finanzministerium

Eine kleine Brunnengrotte an der zur Elbe gerichteten Südseite des Ministeriums muss 1896 mit dem Gebäude entstanden sein. Sie liegt vor dem heutigen Speisesaal, den ehemaligen Räumen der Ministerwohnung. Die Grotte liegt zwischen einer imposanten Freitreppe. Ein nahezu bodenbündiges kleines Becken, im Fassadenbereich gesäumt vom Voluten, diente als Sammelbecken für das aus einem Fischmaul austretende Wasser. Der Karpfen liegt auf einem kleinen Sockel, der die Säumung der Voluten unterbricht. Unter dem Fischkörper liegen Wasserpflanzen und Seegetier, die beinahe die gesamte konkave Grottenwölbung ausschmücken. Auf der rechten Seite ist ein Ruder zu erkennen und auf der linken ein Schwimmponton mit einem daran befestigten Tau. Die Terrassenfassade ist mit Quadern bestückt. Ein Schlussstein mittig über der Grotte trägt das Relief eines bärtigen Männerkopfes, dessen Haarschmuck Teil des Fischhintergrunds zu sein scheint.
Der Brunnen ist seit 1980 ohne Wasser. Er wurde 1971 und 1995 saniert.

## Aufgaben des Ministeriums

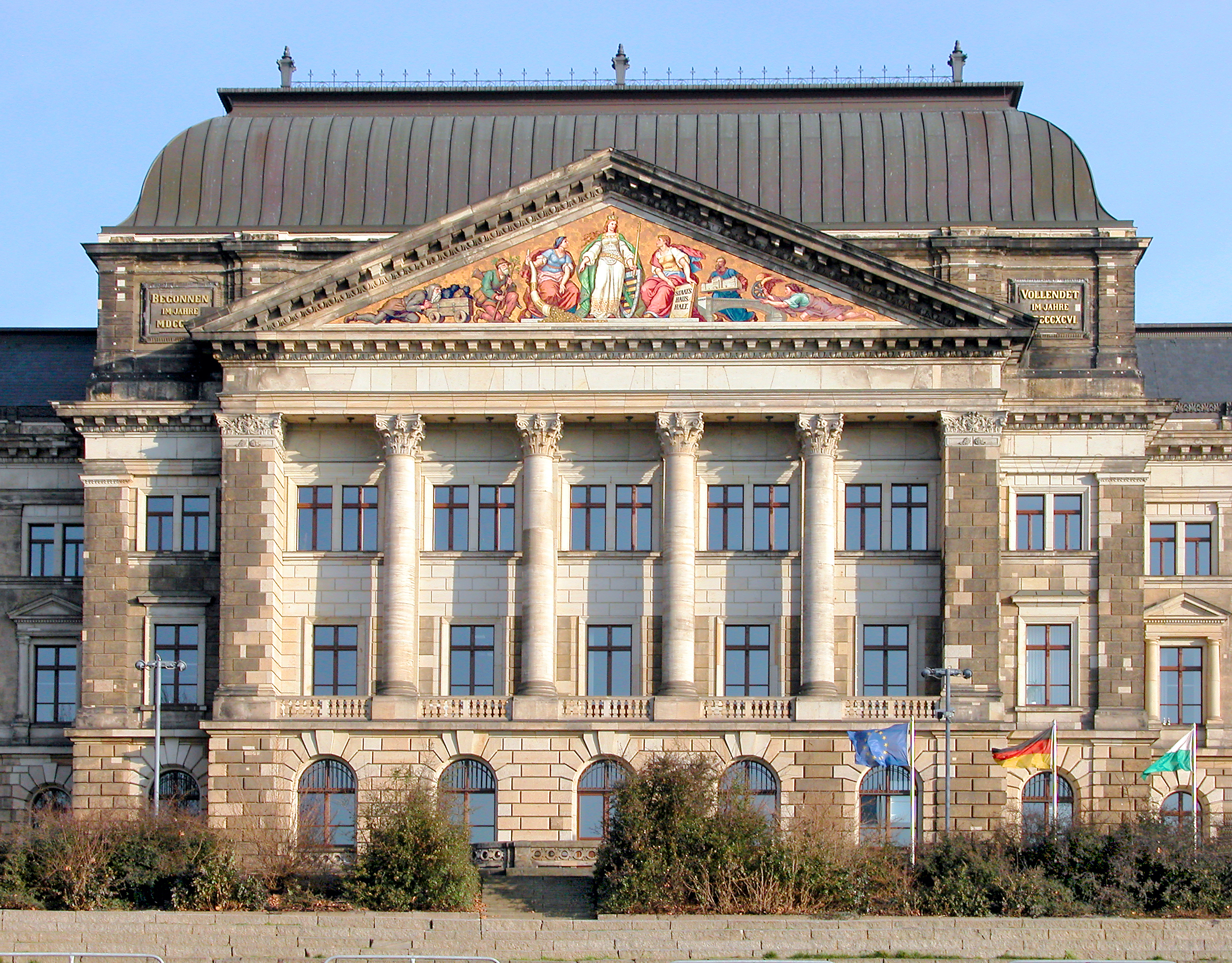
Giebelbild

- Allgemeine Finanzpolitik und öffentliche Finanzwirtschaft
- Haushalts-, Kassen- und Rechnungswesen
- Finanzplanung
- Finanzbeziehungen zu Bund, Ländern und Gemeinden
- Besoldungs-, Versorgungs- und Tarifrecht einschließlich Reise- und Umzugskostenrecht
- Beihilferecht
- Steuerwesen und Steuerverwaltung
- Landes-, Gemeinde- und Bundessteuern
- Kosten- und Gebührenwesen
- Steuerberatungswesen
- staatlicher Hochbau
- Verwaltung der staatlichen Schlösser, Burgen und Gärten
- Vermögen und Schulden
- staatliche Liegenschaften (ohne Forsten)
- staatliche Unternehmen und Beteiligungen
- Staatsschuldenverwaltung
- Kreditfragen
- staatliche Bürgschaften (Förderfibel Sachsen)
- Behördenunterbringung
- Wohnungsfürsorge für Bedienstete des Freistaates Sachsen
- Verteidigungslasten und Liegenschaftsfragen der Streitkräfte
- Lastenausgleich und Entschädigung daraus
- Geld- und Kreditwesen einschließlich Sparkassenwesen
- Abschluss von Rahmenverträgen für den Freistaat Sachsen

## Organisationsstruktur
Das Ministerium gliedert sich in fünf Abteilungen, die sich wiederum in 30 Referate unterteilen.
- Abteilung 1: Zentrale Angelegenheiten, Besoldungs-, Versorgungs- und Tarifrecht
- Abteilung 2: Haushalt
- Abteilung 3: Steuern
- Abteilung 4: Vermögen, Landesbau und Fachaufsicht Bundesbau
- Abteilung 5: Fördermittelverwaltung, Kontrolle EU-Fonds

## Nachgeordnete Behörden
- bis 31. Dezember 2010 Oberfinanzdirektion Chemnitz mit Finanzämtern in Annaberg, Auerbach, Bautzen, Borna, Chemnitz-Süd, Chemnitz-Mitte, Döbeln, Dresden I, Dresden II, Dresden III, Eilenburg, Freital, Freiberg, Görlitz, Grimma, Hohenstein-Ernstthal, Hoyerswerda, Leipzig I, Leipzig II, Löbau, Meißen, Mittweida, Oschatz, Pirna, Plauen, Schwarzenberg, Stollberg, Zschopau, Zwickau-Land, Zwickau-Stadt
- bis 31. Dezember 2010 Landesamt für Finanzen, mit Außenstellen in Chemnitz und Leipzig
- ab 1. Januar 2011 Landesamt für Steuern und Finanzen, mit Dienststellen in Chemnitz und Leipzig, mit untergeordneten Finanzämtern in Annaberg, Bautzen, Chemnitz-Süd, Chemnitz-Mitte, Döbeln, Dresden-Nord, Dresden-Süd, Eilenburg, Freital, Freiberg, Görlitz, Grimma, Hoyerswerda, Leipzig I, Leipzig II, Löbau, Meißen, Mittweida, Oschatz, Pirna, Plauen, Schwarzenberg, Stollberg, Zschopau, Zwickau
- Staatsbetrieb Sächsisches Immobilien- und Baumanagement, Zentrale Dresden mit Niederlassungen in Bautzen, Chemnitz, Dresden I, Dresden II, Leipzig I, Leipzig II, Zwickau
- bis 31. Dezember 2012 Staatsbetrieb Staatliche Schlösser, Burgen und Gärten Sachsen, Zentrale Dresden mit Niederlassungen in Albrechtsburg Meißen, Barockgarten Großsedlitz, Schlösser und Gärten Dresden, Burg Gnandstein, Burg Kriebstein, Schloss Moritzburg, Schloss Nossen / Klosterpark, Altzella, Schloss Rammenau, Burg Stolpen, Schloss Weesenstein, Schlösser und Burgen im Muldental
- Stiftung Fürst-Pückler-Park Bad Muskau